# Schuco

Logo van Schuco

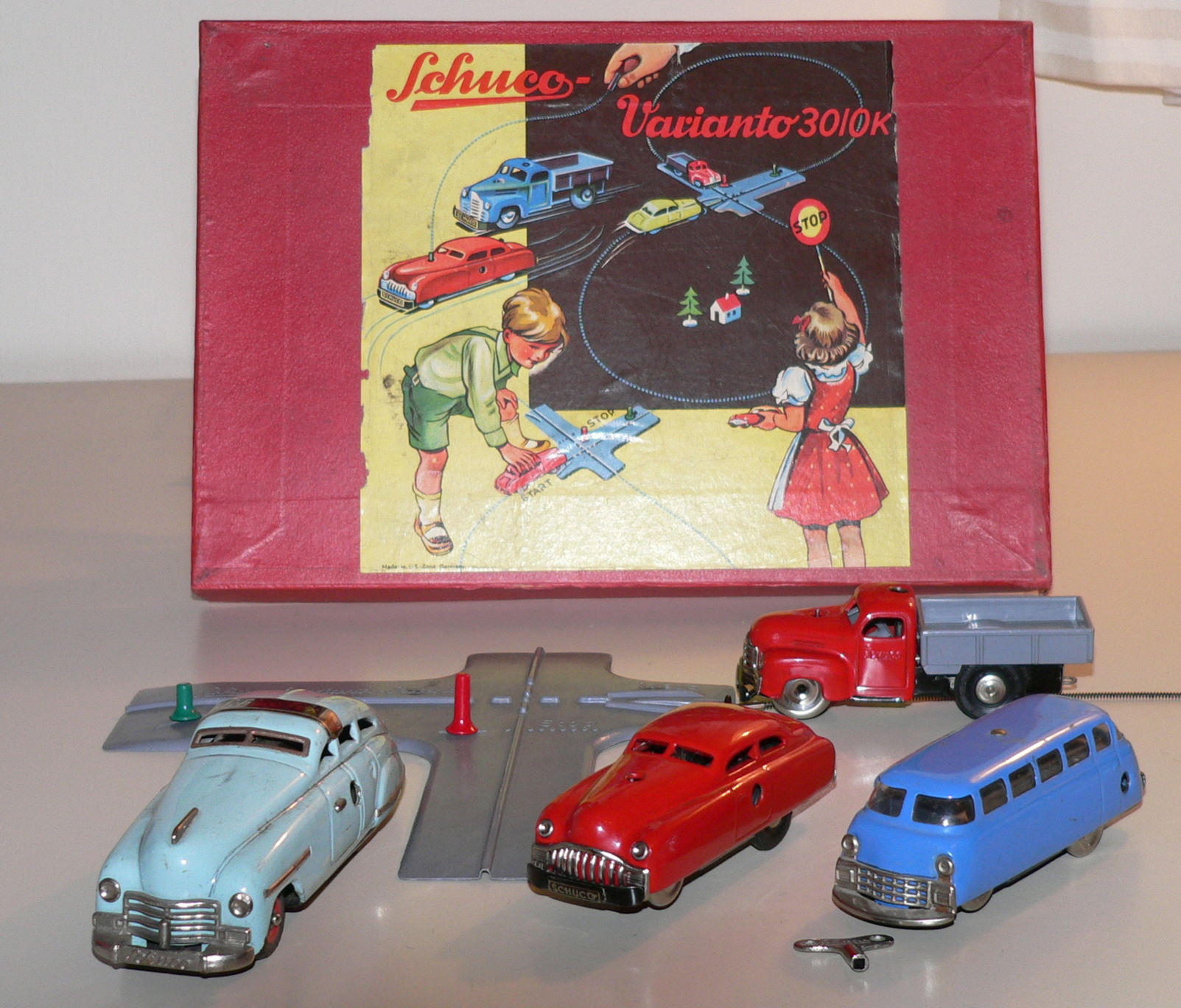
Blikken Schuco-auto's: Schuco-Varianto (rood) met een "FEX" (links) en een "Mirako" (rechts); op de achtergrond een "Varianto" op een kruispunt met voorrangsregeling.

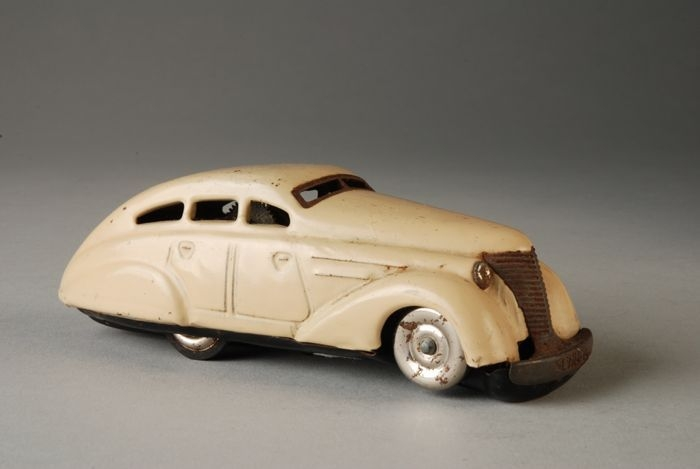
Crèmekleurige Schuco opwindauto, model Patent-Auto of “Wendeauto” 1010

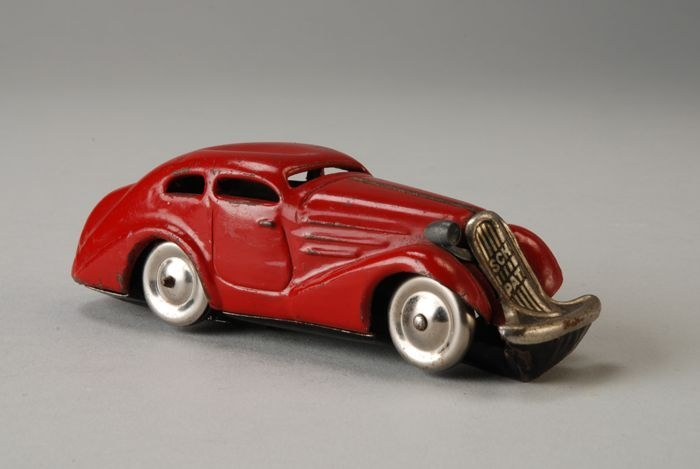
Rode “Schuco” opwindauto, model Patent-Auto of ‘Wendeauto’

Schuco is een fabrikant van blikken speelgoed en modelauto's uit metaal.

## Geschiedenis
De firma Schuco werd in 1912 als "Schreyer & Co" in Neurenberg opgericht door Heinrich Schreyer en Heinrich Müller. De laatste werkte voordien bij de speelgoedfabriek Bing. Schreyer vertrok in 1918 uit het bedrijf. Voor hem kwam Adolf Kahn in de plaats. In 1924 werd de naam "Schuco" geregistreerd; deze was afgeleid uit de oorspronkelijke naam: Sch(reyer) u(nd) co.
In 1936 produceerde het bedrijf de eerste Schuco-auto, die opviel door de grote technische precisie en de opmerkelijke vormgeving. In datzelfde jaar groeide het personeelsbestand van het bedrijf tot meer dan 100 medewerkers. Onder invloed van Heinrich Müller werd de kwaliteit van de modelauto's steeds groter en werd de afwerking steeds beter. Müller ontwikkelde mechanische koppelingen en mechanische sturing door middel van een draad.
In 1939 vluchtte Kahn vanwege zijn Joodse afkomst naar New York, maar bleef zakelijke contacten met Schuco onderhouden. Na de dood van Heinrich Müller in 1958 werd de leiding van het bedrijf door diens zoon Werner overgenomen. De belangrijkste producten van het bedrijf waren speelgoedauto's in vele soorten, dansende figuren en vliegtuigjes.
In 1951 bracht het bedrijf een set Varianto 30 op de markt, waarbij de van een opwindmotortje voorziene autootjes zowel door middel van een spiraalveer konden worden bestuurd als over een spiraaldraad konden rijden. Deze spiraaldraden konden door middel van koppelstukken in de vorm van kruisingen, wissels, garages, tolhuisjes enz. met elkaar worden verbonden. Een aantal jaren later volgde de Elektro-versie van dezelfde modellen, maar met een elektromotor en batterijvoeding.
Het blikken speelgoed bestond uit vrije interpretaties van modellen. De "Mirako"-serie bestond uit auto's die een eigen aandrijving hadden en niet van de tafel konden vallen. Dit werd gerealiseerd door een aangedreven rubber wieltje dat dwars onder de auto, haaks op de langs-as draaide, op geringe hoogte boven het tafelblad. Zodra het voorste deel van de auto over de tafelrand viel raakte het wieltje het tafelblad, waarna de auto door dat wieltje weer op de tafel gewerkt werd.
Het bedrijf bracht rond 1960 ook een varend plastic bootje met veermotor uit en in 1965 een varende onderzeeër.
Ondanks goede omzetten moest het bedrijf in 1976 aan het Britse DCM-concern verkocht worden. In 1979 ging de fabriek failliet. Sinds 1980 is Schuco in Fürth gevestigd. Gama-Mangold heeft de rechten overgenomen en fabriceert replica's van Schuco-modellen. In 1996 heeft Märklin de merknaam Gama gekocht (samen met de naam Trix) en is Schuco weer zelfstandig geworden. In 1999 is Schuco aan de firma Sieber in Fürth verkocht.

## Schuco Piccolo
Van 1957 tot 1969 werden Schuco Piccolo's geproduceerd. Kleine massieve modelauto's zonder doorzichtige ramen en inrichting in schaal 1:90, die als speelgoedauto's van hoge kwaliteit op de markt kwamen. Na een onderbreking van enige jaren werd in november 1994 met de uitreiking van het speciale Mercedes-Benz Zilverpijlmodel aan het Mercedes-Benz Museum weer begonnen met de productie van de "nieuwe Piccolo's". De sinds 1995 gefabriceerde modellen grijpen terug op modellen uit vervlogen tijden, maar er zijn ook een aantal 'modernere' auto's uitgegeven.

## Schuco 1:66
Tussen 1969 en 1976 bracht Norev onder de naam Schuco de nu zeer gezochte 1:66 serie modelautootjes uit. Dat waren vooral zeer veel Duitse modellen. Interessant detail is dat veel van de auto's een kentekenplaat uit Neurenberg hebben.

### Modellen
- Audi 100 LS
- BMW 2002
- BMW 2002ti Touring
- BMW 2500
- BMW 2800CS
- BMW 3.0CSi
- Ford Capri
- Mercedes-Benz 200
- NSU Trapeze
- Opel GT

- Porsche 911
- Renault 5
- Volkswagen 1302 LS
- Audi 100 Coupé
- BMW 3.0 CSL
- Ford Taunus 2300GXL
- Ford Granada 3.0
- Ford Escort 1300GT

- Ford Transit
- Opel Ascona Caravan
- Opel Manta
- Volkswagen Golf
- Volkswagen K70
- Volkswagen 411

Eind jaren zeventig ging Schuco failliet en werd de boedel overgenomen door het Franse modelautobedrijf Norev. Met de mallen werden onder de naam Norev Minijet de 1:66 modellen opnieuw uitgebracht.
Sinds 2004 brengt het bedrijf weer auto's op de markt in deze schaal, ditmaal van de Chinese firma Highspeed. Een aardig detail is dat de kentekenplaten uit Fürth komen.
In 2001 bracht het een 1:87 en 1:72 serie uit, van de firma Hongwell.

## Andere schalen
Het bedrijf maakt voorts voertuigmodellen in de schalen: 1:10, 1:18, 1:32, 1:43, 1:64 en 1:87. Vliegtuigmodellen worden in 1:72, 1:250 en 1:600 gemaakt.

## Galerij

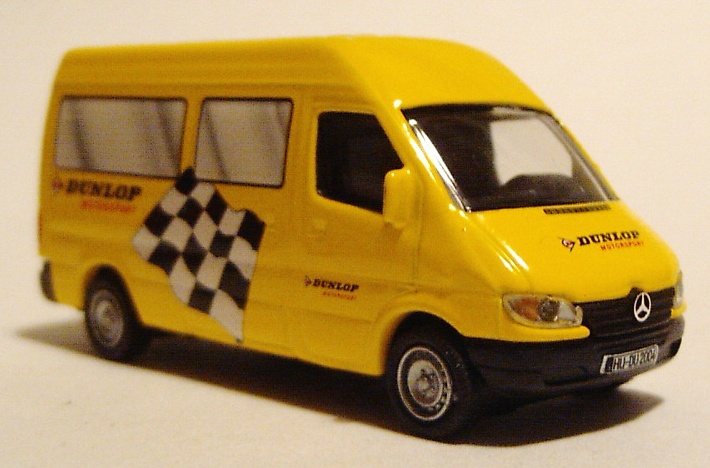
Mercedes-Benz Sprinter 1:87
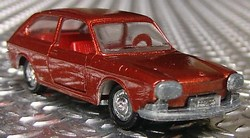
Schuco 1:66 Volkswagen 411
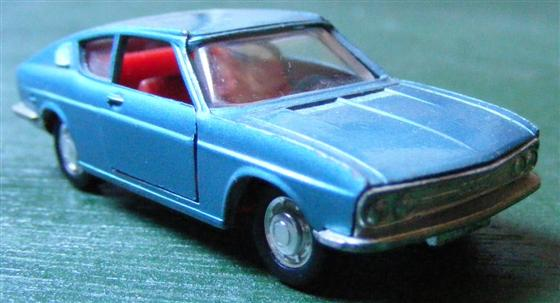
Schuco 1:66 Audi 100 Coupé
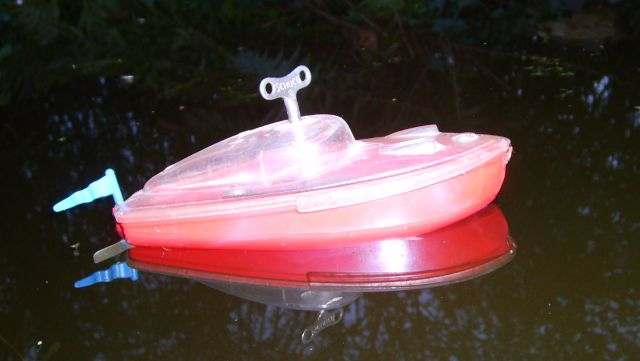
Kunststof bootje met opwindmotor (ca. 1960)